# The Futurist (Robert Downey Jr.)
The Futurist è l'album di debutto dell'attore statunitense Robert Downey Jr., pubblicato il 23 novembre 2004 dall'etichetta discografica Sony Classical.
Alla realizzazione dell'album hanno partecipato, fra gli altri, Cameron Stone, Gregg Bisonette e Steve Dudas.

## Tracce
1. Man Like Me – 2:56 (Robert Downey Jr.)
2. Broken – 5:12 (Robert Downey Jr., Mark Hudson)
3. Kimberly Glide – 4:53 (Robert Downey Jr.)
4. Futurist – 5:00 (Robert Downey Jr., Mark Hudson)
5. Little Clownz – 3:47 (Robert Downey Jr.)
6. 5:30 – 4:11 (Robert Downey Jr.)
7. Your Move – 4:11 (Jon Anderson)
8. Details – 3:59 (Robert Downey Jr.)
9. Hannah – 4:50 (Robert Downey Jr.)
10. Smile – 3:48 (Charlie Chaplin, Geoffrey Claremont Parsons, James Phillips)

Durata totale: 42:47